# Sebaea pusilla
Sebaea pusilla là một loài thực vật có hoa trong họ Long đởm. Loài này được Eckl. ex Chamisso miêu tả khoa học đầu tiên năm 1831.